# Neopseudocapitella brasiliensis
Neopseudocapitella brasiliensis är en ringmaskart som beskrevs av Rullier och Amoureux 1979. Neopseudocapitella brasiliensis ingår i släktet Neopseudocapitella och familjen Capitellidae. Inga underarter finns listade i Catalogue of Life.